# Dietschibergbahn
| Fahrplanfeld: | (1511)              |                            |             |
| Streckenlänge: | 1.240 km            |                            |             |
| Spurweite: | 1000 mm (Meterspur) |                            |             |
| Maximale Neigung: | 247 ‰               |                            |             |
| |                     |                            |             |
| \| \| 0,00 \| Luzern, Halde \| 498 m ü. M. \| \| \| \| Ausweichstelle \| \| \| \| 1,24 \| Dietschiberg \| 628 m ü. M. \| \| \| \| Dietschiberg (Kleine Rigi) \| 684 m ü. M. \| |                     |                            |             |
| Kopfbahnhof Streckenanfang (Strecke außer Betrieb) | 0,00                | Luzern, Halde              | 498 m ü. M. |
| |                     | Ausweichstelle             |             |
| Kopfbahnhof Streckenende (Strecke außer Betrieb) | 1,24                | Dietschiberg               | 628 m ü. M. |
| |                     | Dietschiberg (Kleine Rigi) | 684 m ü. M. |

Die Dietschibergbahn (DBB) ist eine ehemalige Standseilbahn in der Schweizer Stadt Luzern.

## Lage
Die ⊙ Talstation der Dietschibergbahn lag an der östlichen Stadtgrenze von Luzern, an der ehemaligen Tramendstation Halde der Trambahn der Stadt Luzern. Die 1,2 Kilometer lange Standseilbahn fuhr von dort hinauf auf die Anhöhe ⊙ Dietschiberg, welche auch Kleine Rigi genannt wurde.

## Geschichte
Die Geschichte beginnt mit dem am 21. März 1869 eingereichten Konzessionsgesuch von Alexander Trautweiler und Max Stocker für eine Standseilbahn von der Haltenstrasse zum Landhaus Dietschiberg. Diesem wurde am 17. Juni 1896 für eine Dauer von 80 Jahren entsprochen, jedoch mit den Auflagen  des Baubeginns spätestens nach anderthalb Jahren sowie Inbetriebnahme 18 Monate nach Baubeginn.
Die Erstellung des Grobprojektes alleine dauerte schon fünf Jahre, so dass die Frist zum Einreichen der Statuten und des Projektes insgesamt siebenmal verlängert werden musste.
Die konstituierende Generalversammlung fand am 16. Juni 1911 statt. Am selben Tag wurden auch die überarbeiteten detaillierten Pläne an das eidgenössische Post- und Eisenbahndepartement eingereicht. Bei der Planauflage wurden 8 Einsprüche und Vorbehalte eingereicht. Der eigentliche Bau begann am 24. November 1911.
Am 10. August 1912 wurde die Bahn dem Verkehr übergeben.
Auf dem Dietschiberg befand sich unter anderem eine viel beachtete Modelleisenbahnanlage. Diese naturgetreue Freianlage im Massstab 1:10 wurde zwischen 1932 und 1951 von Arthur Oswald jun., einem Sohn von Regierungsrat Arthur Oswald, der Teilhaber der Dietschibergbahn war, gebaut. Sie wies eine 427 Meter lange Doppelspurstrecke mit einer Spurweite von 144 mm auf. Die Anlage musste dem vergrösserten Parkplatz des Golfclubs weichen. Fast nichts mehr erinnert an die Arbeit von Arthur Oswald: Nur noch ein Kehrtunnel und verschiedene Gleisanlagen sind im nahegelegenen Wald auffindbar. Das Rollmaterial wurde dem Verkehrshaus Luzern geschenkt.
Am 26. April 1977 zerstörte ein Feuer das beliebte Ausflugsrestaurant auf dem Dietschiberg. Die genauen Umstände sind bis heute nicht geklärt, und aus ebenfalls unerklärlichen Gründen wurde das beliebte Restaurant weder neu aufgebaut noch ersetzt. Dadurch blieben die Ausflügler fern, und am 30. September 1978 musste die Bahn ihren Betrieb wegen zu schwachen Benutzerfrequenzen einstellen. Als weitere Folge musste auch die Modelleisenbahnanlage einem Parkplatz für den Golfclub weichen.
Nach langen ruhigen Jahren und dem langsamen Zerfall der Bahn wurde am 13. Mai 1991 die DBB-Betriebs AG ins Leben gerufen, um die Bahn wieder aufzubauen. Darauf wurden die Bergstation und die Talstation sowie die Brücke über die St. Annastrasse renoviert. Auch die beiden Bahnkabinen wurden entfernt, um sie aufzufrischen. Da sich die Stadt Luzern nicht finanziell an der Wiederaufnahme des Betriebes und der Renovation beteiligte, liefen die Bemühungen ins Leere. Auch der Golfclub auf dem Dietschiberg hatte kein Interesse am Wiederaufbau der Bahn und verhinderte erfolgreich sowohl die Wiederinbetriebnahme der Bahn als auch die Errichtung eines Restaurants auf dem beliebten Spazierberg. So musste die DBB-Betriebs AG ihre Bemühungen um eine Wiederaufnahme des Betriebes der Dietschibergbahn einstellen.
Auch der Verein Pro Dietschibergbahn konnte trotz tausender Stunden ehrenamtlicher Arbeit und hunderttausenden von Franken an Spenden das Schicksal der Dietschibergbahn nicht ändern, und es blieb beim Wunsch der Wiederaufnahme des Betriebes der Bahn. Der Verein löste sich 1997 auf. Alle Bahnanlagen ausser der Talstation wurden vom Golfclub Dietschiberg übernommen, welcher am selben Tag veranlasste, mit der Entfernung der Gleise und der Brücke über die Rigistrasse zu beginnen.
Heute sind die Bahnwagen, die Kabel und die Gleise fast komplett entfernt, und das Trassee ist mit Gras überwachsen. Im unteren Bereich erinnern einzelne Gleisstücke, Masten und das alte Rundbogentrassee an die ehemalige Bahn. Die Bergstation wurde 2008 zu einem Wohnhaus umgebaut. Im Gebäude der Talstation befand sich bis 2015 ein Gewerbebetrieb, 2016 wurde auch die Talstation zu einem Wohnhaus umgebaut. Als Erinnerung an die alten silbernen Bahnwagen der Dietschibergbahn steht in der Garage ein silberner Schlafwagen. Er beinhaltet die Schlafzimmer und Nasszellen. An seiner Front angeheftet findet sich die Küche. Die Station selbst wird in ihrer gesamten Ausdehnung zum neuen Wohnraum. Bereits Emil Vogt wollte ein Flachdach mit Balustraden realisieren; heute ist das Dach des Hauses begehbar. Das Projekt von Scheitlin Syfrig Architekten wurde seither mehrfach ausgezeichnet.